# Carrière de Menchecourt
La carrière de Menchecourt, située rue de Haut, dans le quartier de Menchecourt, sur le territoire la commune d'Abbeville, dans le département de la Somme, est un site préhistorique du Paléolithique inférieur. Elle a été classée monument historique en 1983.

## Caractéristiques
Dans cette carrière de sable, située sur une terrasse alluviale de la Somme ont été retrouvés, au XIXe siècle, des ossements d'animaux préhistoriques et des silex taillés du Paléolithique ancien.

## Intérêt du site
En 1844, Jacques Boucher de Perthes découvrit, dans les couches les plus anciennes de la terrasse alluviale de Menchecourt-lès-Abbeville, des outils en silex à côté d'ossements de grands mammifères disparus qu'il data du Pléistocène (période comprise entre -2,5 millions et -10 000 années). Il rédigea plusieurs ouvrages entre 1846 et 1864, notamment Antiquités celtiques et antédiluviennes, dans lequel il exposait ses découvertes et démontra que deux industries s'étaient succédé dans le temps, comme se superposaient les deux strates des terrains qu'il avait fouillés. La strate la plus récente se caractérisait par des pierres polies et la précédente par des silex taillés contemporains d'ossements de mammouths et de rhinocéros nain.
L'étude chronologique des couches permit de dater les vestiges retrouvés. Boucher de Perthes démontra ainsi qu'à une période très ancienne existait déjà un homme « préhistorique ». Il était jusque-là généralement admis que la création de la Terre et de l'homme remontait à 4 004 ans av. J.-C., et ce, sur la base d'estimations extrapolées du récit biblique par l'archevêque anglican James Ussher (chronologie d'Ussher).

Ossements
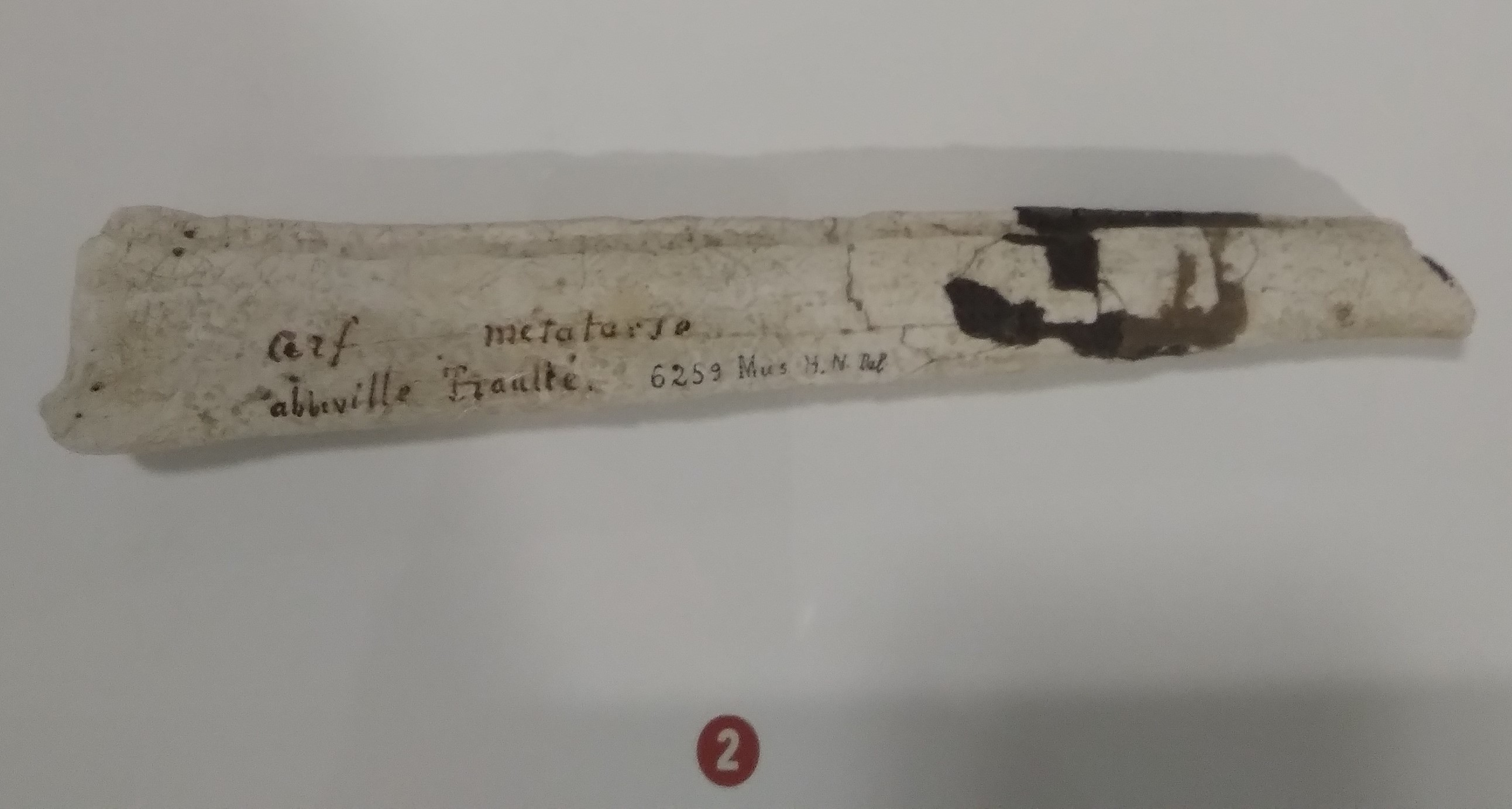
Os de cerf trouvé à la carrière Menchecourt.
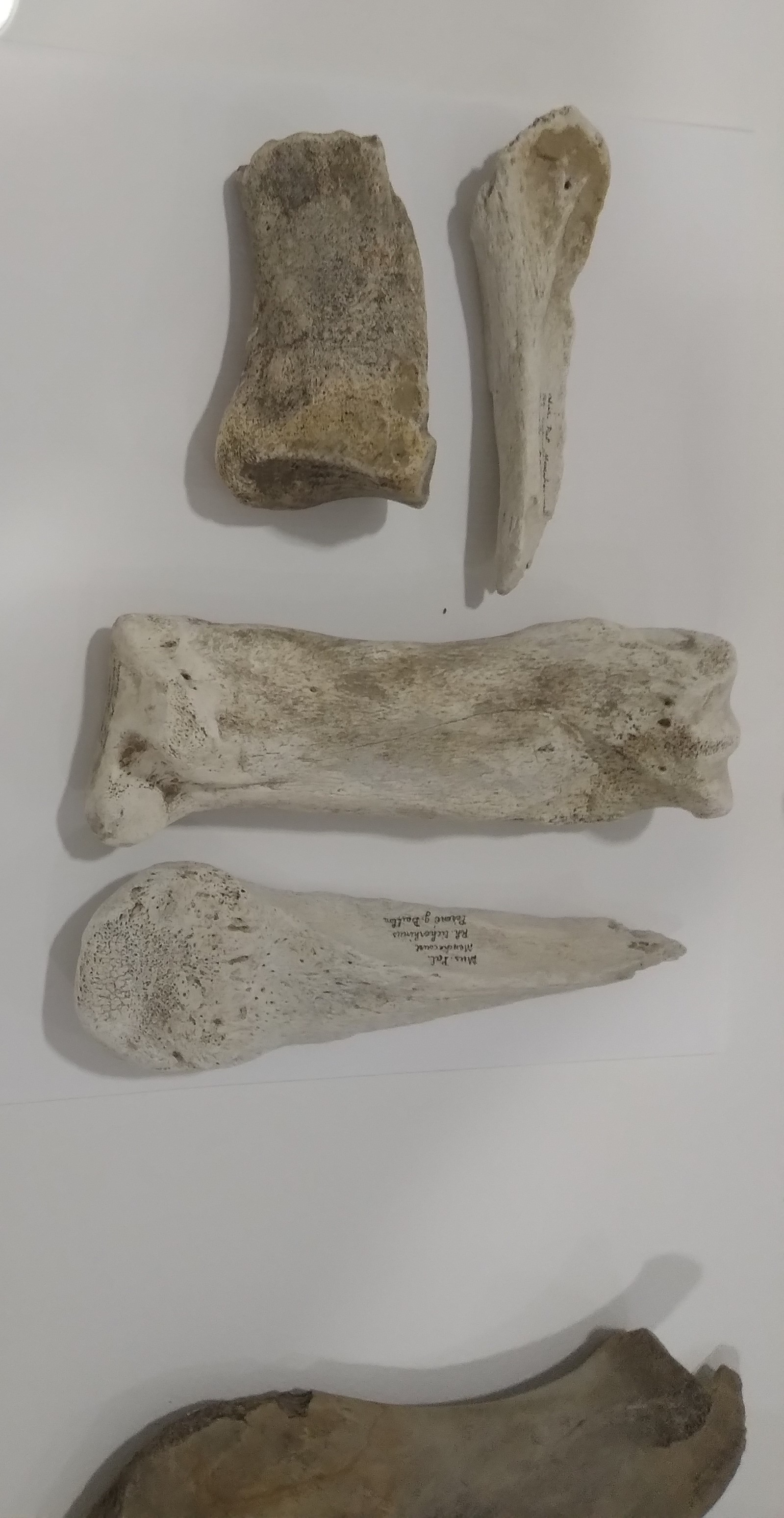
Os de rhinocéros trouvés à la carrière Menchecourt.